# افرای برازنده
رقم افرای برازنده کرب ایسر کمپستر  توسط نهالستان گلدرسه در اپ‌هئوسدن، هلند در سال 1990 معرفی شد.
این درخت تا ارتفاع کمتر از ۱۵ متر / حدود ۴۹ فوت رشد می‌کند و دارای تاجی فشرده، باریک و بیضی شکل است که شامل شاخه‌های بالارونده است که آن را به ویژه به عنوان درخت خیابانی مناسب می‌کند.
رقم افرای برازنده، احتمالاً مترادف با «Huibers Elegant» است.